# Campeonato de España Open de Primavera de Natación 2023
El XXIII Campeonato de España Open de Primavera de Natación se celebró en Palma de Mallorca entre el 29 de marzo y el 2 de abril de 2023 bajo la organización de la Real Federación Española de Natación (RFEN) y la Federación Balear de Natación.
Este campeonato fue clasificatorio para el Campeonato Mundial de Natación de 2023. Las competiciones se llevaron a cabo en las Piscinas Municipales de Son Hugo de la ciudad balear.

## Resultados

### Masculino
| Evento                 | Oro                                                            | Plata                                        | Bronce                                                |
| ---------------------- | -------------------------------------------------------------- | -------------------------------------------- | ----------------------------------------------------- |
| 50 m libre (01.04)     | Sergio de Celis C. N. Sabadell 22,45                           | Óscar Pascual Madrid N. C. 22,52             | Luis Domínguez E. M. El Olivar 22,80                  |
| 100 m libre (31.03)    | Luis Domínguez E. M. El Olivar 49,01                           | Sergio de Celis C. N. Sabadell 49,08         | Mario Mollà C. N. Terrassa 49,26                      |
| 200 m libre (30.03)    | Luis Domínguez E. M. El Olivar 1:47,75                         | César Castro C. N. Terrassa 1:47,88          | Sergio de Celis C. N. Sabadell 1:47,91                |
| 400 m libre (02.04)    | Carlos Garach C. N. Churriana 3:49,33                          | Ferran Julià C. N. Sabadell 3:51,26          | Carlos Quijada Real Canoe N. C. 3:51,42               |
| 800 m libre (31.03)    | Carlos Garach C. N. Churriana 7:52,24                          | Albert Escrits C. N. Sant Andreu 7:58,48     | Carlos Quijada Real Canoe N. C. 8:01,95               |
| 1500 m libre (29.03)   | Carlos Garach C. N. Churriana 14:57,23 RN                      | Albert Escrits C. N. Sant Andreu 15:18,51    | Alejandro Puebla C. N. Cartagonova-Cartagena 15:19,44 |
| 50 m espalda (02.04)   | Adrián Santos C. N. Sant Andreu 25,36                          | Juan Francisco Segura Real Canoe N. C. 25,39 | Manuel Martos C. N. Sabadell 25,76                    |
| 100 m espalda (29.03)  | Adrián Santos C. N. Sant Andreu 55,18                          | Diego Mira C. N. Sabadell 55,32              | Nicolás García C. D. Gredos San Diego 55,56           |
| 200 m espalda (31.03)  | Diego Mira C. N. Sabadell 1:59,96                              | Pedro Sánchez C. N. Tenis Elche 2:00,35      | Omar Pinzón · Colombia · 2:01,08                      |
| 50 m braza (29.03)     | Jaime Morote Real Canoe N. C. 28,20                            | Martín Melconian C. N. Madrid Moscardó 28,29 | Álvaro Gómez C. N. Madrid Moscardó 28,40              |
| 100 m braza (30.03)    | Álvaro Gómez C. N. Madrid Moscardó 1:02,90                     | Jaime Morote Real Canoe N. C. 1:02,95        | Jorge García C. N. Churriana 1:03,21                  |
| 200 m braza (02.04)    | Carles Coll C. N. Sabadell 2:10,71                             | Álex Castejón C. N. Sabadell 2:13,09         | Mikel Bonal KZM S. T. 2:15,22                         |
| 50 m mariposa (30.03)  | Alberto Lozano C. N. Terrassa Mario Mollà C. N. Terrassa 23,72 | —                                            | Beltrán Rodríguez Madrid N. C. 24,18                  |
| 100 m mariposa (29.03) | Mario Mollà C. N. Terrassa 53,09                               | Francisco Arévalo Madrid N. C. 53,29         | Miguel Martínez Real Canoe N. C. 53,35                |
| 200 m mariposa (01.04) | Miguel Martínez Real Canoe N. C. 1:57,42                       | Arbidel González C. N. Barcelona 1:57,75     | Francisco Arévalo Madrid N. C. 1:59,47                |
| 200 m estilos (01.04)  | Carles Coll C. N. Sabadell 1:59,27                             | Joan Casanovas C. N. Sabadell 2:02,03        | Héctor Morales C. N. Granollers 2:02,18               |
| 400 m estilos (30.03)  | Álex Castejón C. N. Sabadell 4:20,17                           | Marcos Martín Real Canoe N. C. 4:22,07       | Alonso Carazo Real Canoe N. C. 4:25,94                |

### Femenino
| Evento                 | Oro                                           | Plata                                          | Bronce                                     |
| ---------------------- | --------------------------------------------- | ---------------------------------------------- | ------------------------------------------ |
| 50 m libre (01.04)     | Lidón Muñoz C. N. Sant Andreu 25,59           | Sirena Rowe · Colombia · 25,70                 | Carmen Weiler Real Canoe N. C. 25,71       |
| 100 m libre (31.03)    | Valentine Dumont C. E. Mediterrani 55,33      | Ainhoa Campabadal C. N. Sant Andreu 55,71      | Isabella Bedoya C. N. Sabadell 56,16       |
| 200 m libre (30.03)    | Valentine Dumont C. E. Mediterrani 1:57,91 RN | Ainhoa Campabadal C. N. Sant Andreu 1:59,52    | Alba Herrero C. N. Tenis Elche 2:00,10     |
| 400 m libre (02.04)    | Paula Otero C. N. Arteixo 4:10,50             | Ángela Martínez KZM S. T. 4:10,95              | Carla Carrón C. N. Ponteareas 4:12,52      |
| 800 m libre (29.03)    | Ángela Martínez KZM S. T. 8:29,08             | Jimena Pérez C. N. Barcelona 8:33,59           | Paula Otero C. N. Arteixo 8:36,44          |
| 1500 m libre (31.03)   | Paula Otero C. N. Arteixo 16:16,61            | Jimena Pérez C. N. Barcelona 16:20,96          | María de Valdés C. N. Liceo 16:26,62       |
| 50 m espalda (02.04)   | Kira Toussaint · Países Bajos · 28,22         | Carmen Weiler Real Canoe N. C. 28,60           | Tamara Frías R. C. Náutico de Motril 28,74 |
| 100 m espalda (29.03)  | Carmen Weiler Real Canoe N. C. 59,76 RN       | Kira Toussaint · Países Bajos · 1:00,08        | África Zamorano C. N. Sant Andreu 1:01,19  |
| 200 m espalda (31.03)  | Camila Rebelo Louzan Natação/EFAPEL 2:09,84   | África Zamorano C. N. Sant Andreu 2:09,97      | Carmen Weiler Real Canoe N. C. 2:11,24     |
| 50 m braza (29.03)     | María Ramos C. D. Gredos San Diego 31,33      | Jimena Ruiz C. D. Gredos San Diego 31,59       | Marina García C. N. Sabadell 31,75         |
| 100 m braza (30.03)    | Jessica Vall C. N. Sant Andreu 1:08,31        | Marina García C. N. Sabadell 1:08,42           | Jimena Ruiz C. D. Gredos San Diego 1:09,14 |
| 200 m braza (02.04)    | Marina García C. N. Sabadell 2:26,66          | Laura Rodríguez C. N. Mijas 2:26,89            | Jessica Vall C. N. Sant Andreu 2:27,62     |
| 50 m mariposa (30.03)  | Kira Toussaint · Países Bajos · 26,79         | Amaia Cendoya C. D. N. Bidasoa XXI 26,81       | Sirena Rowe · Colombia · 26,95             |
| 100 m mariposa (29.03) | Paula Juste C. N. Lleida 59,24                | Laura Cabanes C. N. Daimiel 59,97              | Alba Guillamón C. N. Sant Andreu 1:00,65   |
| 200 m mariposa (01.04) | Laura Cabanes C. N. Daimiel 2:11,74           | Carmen Balbuena C. D. N. Inacua Málaga 2:14,52 | Júlia Pujadas C. N. Sant Andreu 2:15,18    |
| 200 m estilos (01.04)  | Emma Carrasco C. N. Sant Andreu 2:12,52       | Paula Juste C. N. Lleida 2:13,85               | África Zamorano C. N. Sant Andreu 2:15,16  |
| 400 m estilos (30.03)  | Alba Vázquez C. N. Churriana 4:41,16          | Emma Carrasco C. N. Sant Andreu 4:42,92        | Jimena Pérez C. N. Barcelona 4:47,87       |